# Bouchfaa
Bouchfaa (franska: Bouchfaa (CR), Bouchfaa (Commune Rurale), arabiska: بني صالح) är en kommun i Marocko.   Den ligger i provinsen Taza och regionen Fès-Meknès, i den nordöstra delen av landet, 230 km öster om huvudstaden Rabat. Antalet invånare är 10 703.